# فولفغانغ إنجل
فولفغانغ إنجل (بالألمانية: Wolfgang Engel) (و. 1943 – م) هو مخرج، وممثل، من ألمانيا، ولد في شفيرين، شارك في الانتخابات الرئاسية الألمانية 1999 ‏.

## جوائز
حصل على جوائز منها:
- جائزة كونراد وولف [الإنجليزية]‏ (2006)
- الجائزة الوطنية لجمهورية ألمانيا الديمقراطية.

## وصلات خارجية
- فولفغانغ إنجل على موقع IMDb (الإنجليزية)
- فولفغانغ إنجل على موقع مونزينجر (الألمانية)